# Шароль (округ)
Шароль (фр. Charolles) — округ (фр. Arrondissement) во Франции, один из округов в регионе Бургундия. Департамент округа — Сона и Луара. Супрефектура — Шароль.
Население округа на 2006 год составляло 100 904 человек. Плотность населения составляет 40 чел./км². Площадь округа составляет всего 2500 км².